# Ópera de Marselha

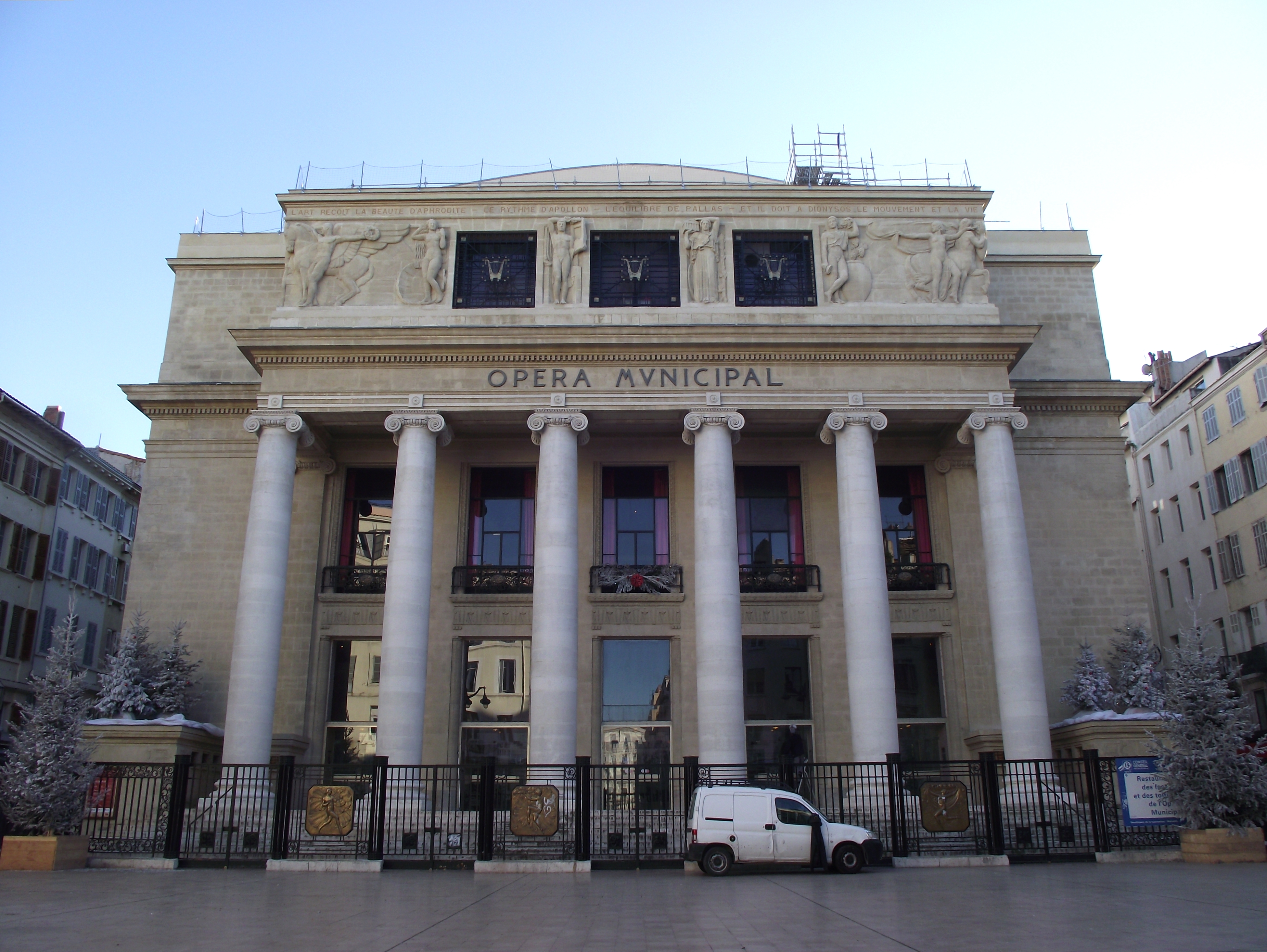
Fachada da Ópera de Marselha.

A Ópera de Marselha (em francês “Opéra municipal de Marseille”) é um teatro de ópera em Marselha, sul da França, e também a companhia de ópera nele residente.
O teatro da ópera, Grand-Théâtre ou Salle Bauveau foi construído em 1787. No teatro foram executadas muitas apresentações de óperas como Rigoletto (Verdi) e Il Trovatore (Verdi) em 1860 e performances de Lucia di Lammermoor e Il Barbiere di Siviglia em 1866 com a famosa soprano Adelina Patti. Aconteceram lá também as estreias francesas  de Aida (1877), La Fanciulla del West (1912) e a performance da Dama Nellie Melba em Hamlet de Ambroise Thomas (1890). Em Novembro de 1919, o fogo destruiu o teatro.
A atual casa de ópera, a Ópera Municipal de Marselha, foi inaugurada em 4 de dezembro de 1924. Tem 1800 lugares. Foi desenhado pelos arquitetos Edrard, Castel e Raymond, e preserva coisas originais. A casa é conhecida pela estreia de célebres em óperas, como Alfredo Kraus, Plácido Domingo e Renata Scotto.